# Șercăița
Șercăița – wieś w Rumunii, w okręgu Braszów, w gminie Șinca. W 2011 roku liczyła 739 mieszkańców.